# Jaume Calbetó
Jaume Calbetó Baralt (Arenys de Mar, 2 de abril de 1806 - 6 de marzo de 1886) fue un farmacéutico, político y físico español.
Fue el hijo de Josep Antoni Calbetó Tarrades y de Rita Baralt Lladó, y su abuelo fue el prestigioso navegante y cosmógrafo Josep Baralt Torres.
Estudió física y farmacia, y posteriormente recibió el doctorado en Farmacia. Destacó en la fabricación de productos químicos para la industria y la medicina, como el hiperclorito (cloruro de calcio), útil para blanquear el algodón y el papel y para desinfectar.
Fabricó acetato de cobre, acetato de plomo (sal saturada) y carbonato de plomo, con un nuevo procedimiento. Estableció una importante fábrica de ácido tartárico y crémor tártaro, productos muy solicitados en Inglaterra y por los cuales recibió diversos premios. Descubrió un sistema para obtener aguas subterráneas mediante el principio del sifón.
Fue subdelegado de la facultad de Farmacia del partido de Arenys del Mar durante 50 años, miembro de diversas sociedades científicas y presidente de la delegación del Instituto Agrícola Catalán de San Isidro. Por otra parte, fue alcalde y concejal del Ayuntamiento de Arenys del Mar en diversas ocasiones.